# 35Y busz (Pécs)
A pécsi 35Y jelzésű autóbusz a Belvárost köti össze a Mecsekoldallal, elérhetővé teszi a Pécsi Állatkertet. A vasútállomástól indul, érinti a Zsolnay-szobrot, a Barbakánt, majd az alagútnál a Mecsek felé kanyarodva jut el a Szanatóriumhoz, majd Misinatetőhöz.

## Története
2016. június 16-ától a korábbi 35Y járat 35-ös jelzéssel közlekedik, illetve új 35Y járat indult a Vásárcsarnok és a Csillagvirág utca érintésével.

## Útvonala
| Főpályaudvar → Alagút → Szanatórium → Misinatető | Misinatető → Alagút → Főpályaudvar |
| --- | --- |
| Főpályaudvar – Szabadság utca – Rákóczi út – Klimó György utca – Bartók Béla utca – Damjanich utca – Jurisics Miklós utca – Angster József utca – Surányi Miklós út – Hunyadi János utca – Málics Ottó utca – Ángyán János utca – Bárány út – Szanatórium, forduló – Bárány út – Ángyán János utca – Entz Béla út – Misinatető | Misinatető – Entz Béla út – Ángyán János utca – Málics Ottó utca – Hunyadi János utca – Surányi Miklós út – Angster József utca – Jurisics Miklós utca – Damjanich utca – Bartók Béla utca – Klimó György utca – Rákóczi út – Szabadság utca – Főpályaudvar |

## Megállóhelyei
| 35Y (Főpályaudvar – Misinatető) |                         |          | |                                                                              |
| Perc (↓)                        | Megállóhely             | Perc (↑) | Megállóhelyet érintő járatok | Létesítmények                                                                |
| 0                               | Főpályaudvar végállomás | 23       | 3, 3E, 4, 4Y, 6, 6E, 7, 7Y, 8, 13, 13E, 13Y, 14, 14Y, 15, 15A, 20, 30, 31, 32, 32Y, 33, 34, 34Y, 35, 35Y, 36, 37, 38, 38Y, 39, 40, 41, 41E, 41Y, 42, 42Y, 43, 44, 46, 47, 73, 73Y, 104, 104A, 104E, 104Y, 130, 130A, 140 · Helyközi autóbuszok · Főpályaudvar | Vasútállomás, MÁV Területi Igazgatósága, Autóbusz-állomás                    |
| 2                               | Vásárcsarnok            | 22       | 4, 4Y, 13, 13E, 13Y, 15, 15A, 30, 31, 32, 32Y, 33, 34Y, 35Y, 44, 46, 60, 60Y, 103, 104, 104A, 104E, 104Y, 109E, 130, 130A | Vásárcsarnok, Árkád, Távolsági autóbusz-állomás                              |
| 5                               | Zsolnay-szobor          | 20       | 2, 2A, 2E, 3, 3E, 6, 6E, 7, 7Y, 8, 13Y, 14, 14Y, 22, 23, 23Y, 24, 25, 26, 26A, 27, 27Y, 28, 28A, 28Y, 29, 30, 31, 32, 32Y, 34, 34Y, 35, 35Y, 36, 37, 38, 38Y, 39, 40, 44, 46, 47, 73, 73Y, 102, 102Y, 103, 107E, 109E, 130, 140                               | Postapalota, OTP, ÁNTSZ, Pécsi ítélőtábla, Pécsi törvényszék, Zsolnay-szobor |
| 6                               | Kórház tér              | 19       | 2, 2A, 2E, 25, 26, 26A, 27, 27Y, 28, 28A, 28Y, 29, 30, 31, 32, 32Y, 34, 34Y, 35, 35Y, 36, 37, 44, 46, 47, 102, 102Y, 103, 107E, 109E, 130 | Megyei Kórház, Jakováli Hasszán dzsámija, Hotel Pátria                       |
| 8                               | Barbakán                | 18       | 30, 30Y, 31, 32, 32Y, 34, 34Y, 35, 35Y, 36, 103, 130 | Pécsi székesegyház, Barbakán, Ókeresztény sírkamrák, Püspöki palota (Pécs)   |
| 9                               | Damjanich utca          | 17       | 31, 32, 32Y, 34Y, 35Y, 36 |                                                                              |
| 10                              | Szőlőskert              | 16       | 31, 32, 32Y, 34Y, 35Y, 36 |                                                                              |
| 11                              | Jurisics Miklós út      | 15       | 31, 32, 32Y, 34Y, 35Y, 36 |                                                                              |
| 12                              | MTA-székház             | 14       | 31, 32, 32Y, 34Y, 35Y, 36 |                                                                              |
| 13                              | Csillagvirág utca       | 13       | 31, 32, 32Y, 34Y, 35Y |                                                                              |
| 14                              | Kisszkókó dűlő          | 12       | 31, 32, 32Y, 34Y, 35Y |                                                                              |
| 15                              | Petőfi ház              | 11       | 31, 32, 32Y, 34Y, 35Y |                                                                              |
| 16                              | Surányi Miklós út       | 11       | 31, 32, 32Y, 34Y, 35Y |                                                                              |
| 17                              | Pálosok                 | 10       | 31, 32, 32Y, 33, 34, 34Y, 35, 35Y | Pálos templom, Victor Vasarely: Jel-szobor                                   |
| 18                              | Mecsek kapu             | ∫        | 34, 34Y, 35, 35Y |                                                                              |
| 21                              | Kőbánya                 | 7        | 34, 34Y, 35, 35Y | Makrisz Agamemnon: Niké-szobor                                               |
| 23                              | Hotel Kikelet           | 5        | 34, 34Y, 35, 35Y | Hotel Kikelet                                                                |
| 24                              | Állatkert               | 3        | 34, 34Y, 35, 35Y | Állatkert, Mecseki kisvasút                                                  |
| 25                              | Mandulás                | ∫        | 34, 34Y, 35, 35Y | Kemping, Mandulás                                                            |
| 26                              | Báránytető              | ∫        | 34, 34Y, 35, 35Y |                                                                              |
| 27                              | Szanatórium             | ∫        | 34, 34Y, 35, 35Y | Tüdőszanatórium                                                              |
| 28                              | Báránytető              | ∫        | 34, 34Y, 35, 35Y |                                                                              |
| 29                              | Mandulás                | ∫        | 34, 34Y, 35, 35Y | Kemping, Mandulás                                                            |
| 35                              | Misinatető végállomás   | 0        | 35, 35Y | TV-torony, Sípálya                                                           |